# Kommunalwahlen in Südtirol 1974/79
Die Kommunalwahlen in Südtirol 1974 fanden am 17. November in 114 von 116 Gemeinden statt. In Sexten und Prettau, wo der Gemeinderat bereits 1970 bzw. 1971 gewählt worden war, fanden die Wahlen am 16. November 1975 bzw. 20. Juni 1976 statt.
Neuwahlen fanden in Sexten am 17. April 1977 und in Niederdorf am 20. Mai 1979 statt.

## Bozen
| Listen            | Listen                                        | Stimmen | %    | Mandate |
| ----------------- | --------------------------------------------- | ------- | ---- | ------- |
|                   | Democrazia Cristiana                          | 15.046  | 24,0 | 12      |
|                   | Südtiroler Volkspartei                        | 12.922  | 20,6 | 10      |
|                   | Partito Comunista Italiano                    | 10.587  | 16,9 | 8       |
|                   | Partito Socialista Italiano                   | 8.845   | 14,1 | 7       |
|                   | Movimento Sociale Italiano – Destra Nazionale | 4.282   | 6,8  | 3       |
|                   | Partito Socialista Democratico Italiano       | 3.100   | 4,9  | 3       |
|                   | Partito Repubblicano Italiano                 | 2.221   | 3,5  | 2       |
|                   | Partito di Unità Proletaria per il Comunismo  | 1.643   | 2,6  | 1       |
|                   | Partito Liberale Italiano                     | 1.461   | 2,3  | 1       |
|                   | Soziale Fortschrittspartei Südtirols          | 1.176   | 1,9  | 1       |
|                   | Sozialdemokratische Partei Südtirols          | 678     | 1,1  | 1       |
|                   | AGP                                           | 528     | 0,8  | 1       |
|                   | Marxisti-Leninisti                            | 290     | 0,5  | –       |
| Gesamt            | Gesamt                                        | 62.779  | 100  | 50      |
|                   |                                               |         |      |         |
| Ungültige Stimmen | Ungültige Stimmen                             | 1.847   | 2,9  |         |
| Wähler            | Wähler                                        | 64.626  | 92,0 |         |
| Wahlberechtigte   | Wahlberechtigte                               | 70.281  |      |         |

## Bibliografie
- Ministero dell’interno, Direzione centrale per i servizi elettorali, Banca dati